# Home Is for the Heartless
Home Is for the Heartless è il primo blu-ray e secondo DVD del gruppo musicale australiano Parkway Drive, pubblicato il 6 luglio 2012.
Il film documentario, incentrato sulla vita della band sul palco e dietro lo stage con riprese fatte in 42 paesi e 5 continenti diversi, è stato certificato disco d'oro in Australia il giorno stesso della sua pubblicazione ufficiale.

## Tracce
Film
1. Home Is for the Heartless – 78:50

Esibizioni dal vivo
Byron Bay, Australia, maggio 2011 – 14:19
1. Sleepwalker
2. Karma
3. Romance Is Dead

Sonisphere Festival, Knebworth, Regno Unito, luglio 2011 – 15:03
1. Deliver Me
2. Home Is for the Heartless
3. Idols And Anchors

Bogota, Colombia, novembre 2011 – 14:14
1. Unrest
2. Dead Mans Chest
3. Carrion

Contenuti extra
1. Eastern Europe – 2:36
2. Panama – 2:43
3. Venezuela – 2:47
4. Winston Surf – 2:50

## Classifiche
| Classifica (2012)     | Posizione massima |
| --------------------- | ----------------- |
| Australia (Music DVD) | 1                 |